# 바가케라톱스과
바가케라톱스과는 신각룡류 공룡의 한 과이다. 알리파노프가 2003년에 명명했으나 구체적인 정의에 대해서는 제안된 것이 없다. 과의 정의가 되어 있지 않기 때문에 2005년 폴 세레노는 바가케라톱스과를 사용되지 않는 분류군으로 보았다. 알리파노프는 2003년에 바가케라톱스과에 네 개의 속을 포함시켰다. 바가케라톱스, 브레비케라톱스, 라마케라톱스, 그리고 플라티케라톱스가 여기 포함된다. 2008년 논문에서 알리파노프는 마그니로스트리스와 고비케라톱스 역시 바가케라톱스과에 포함시켰다. 또 바가케라톱스과가 다른 신각룡류의 과들과 달리 아시아에서 기원한 것이라고 보았다.
바가케라톱스과 공룡들은 백악기 후기, 8580만년 전에서 7060만년 전 사이에 살았다.